# Schloss Murstätten

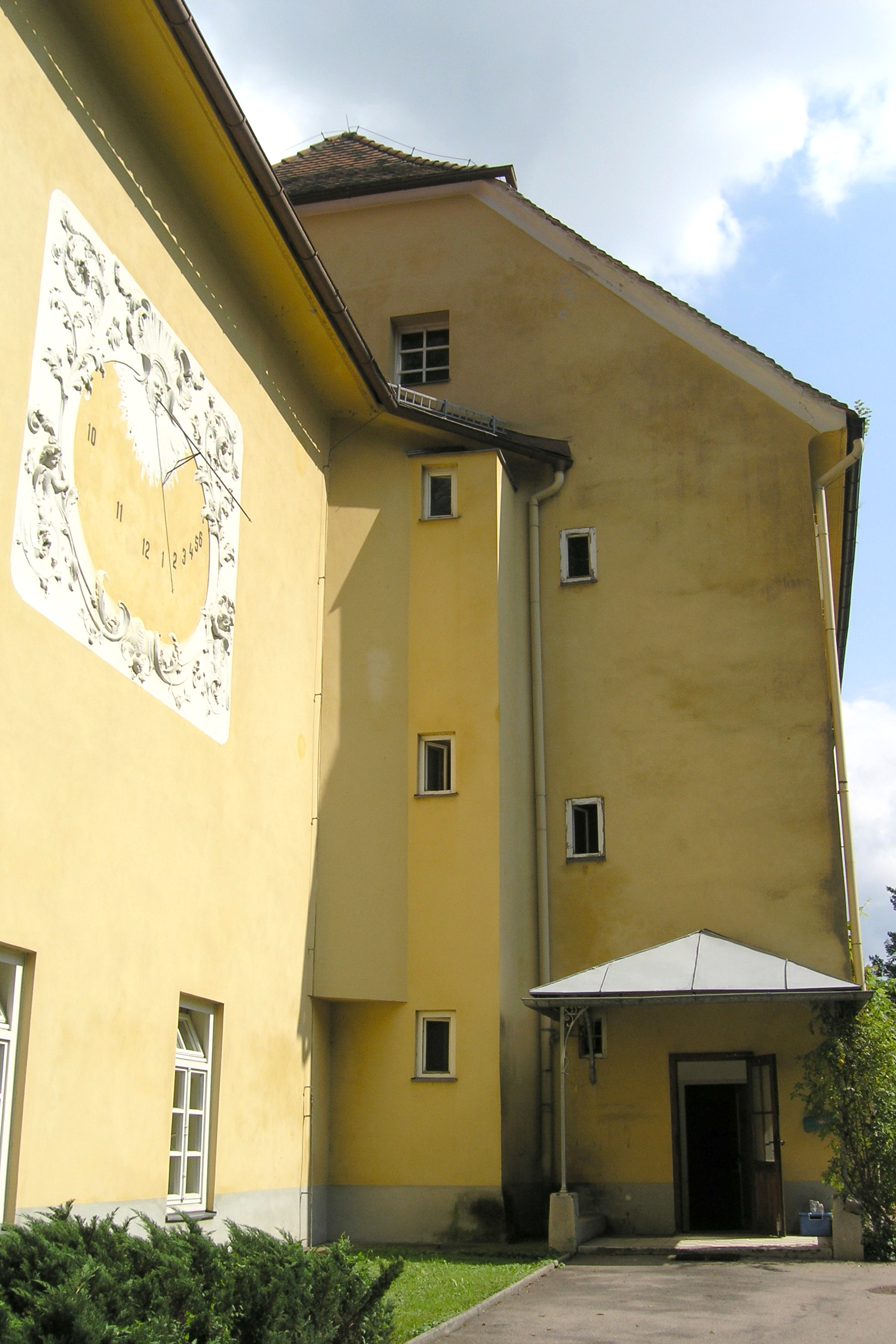

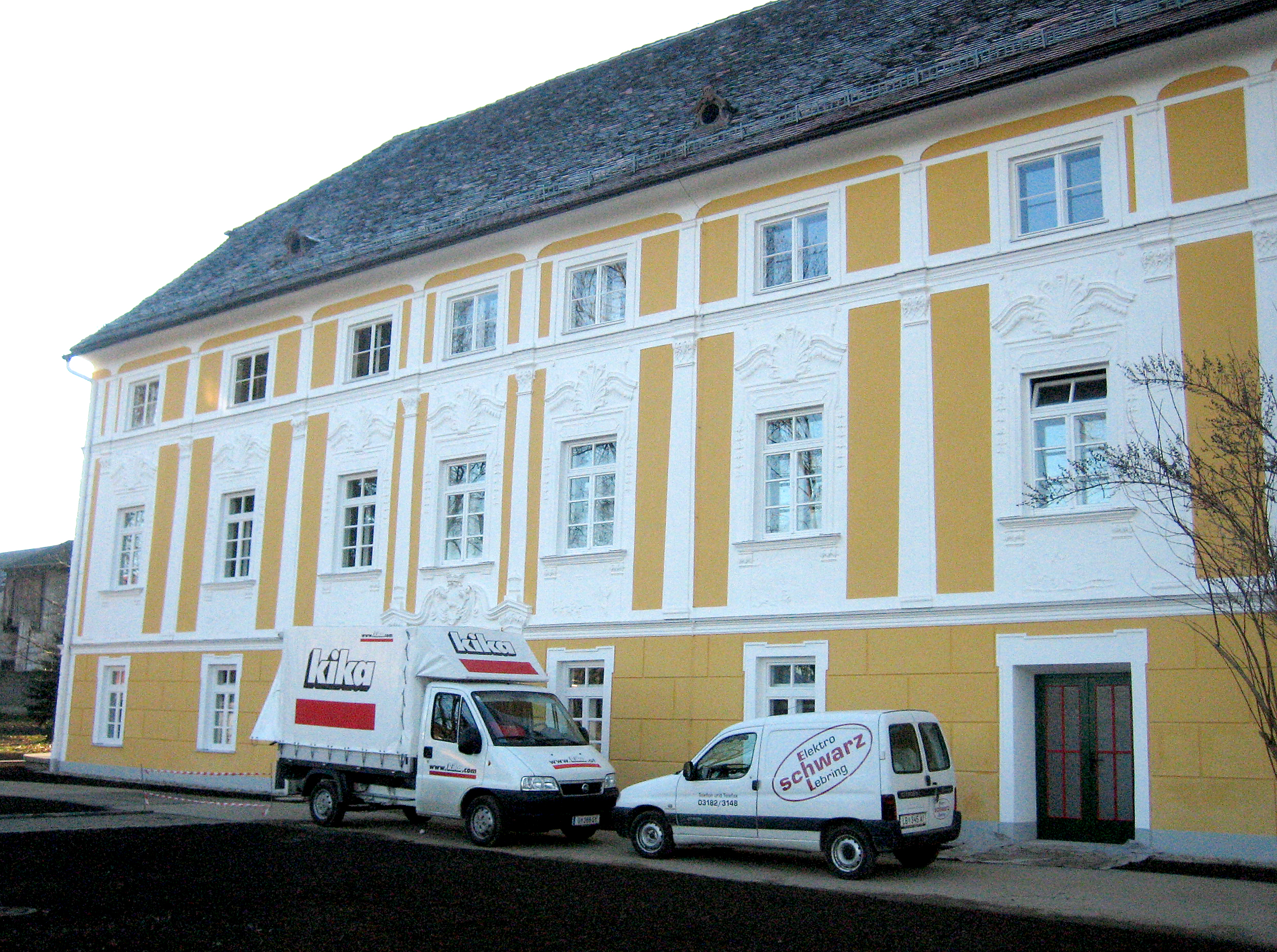

Das Schloss Murstätten ist ein Schloss in Lebring in der Steiermark, Österreich.

## Geschichte
Den an dieser Stelle befundenen Hof verlieh 1452 der Bischof von Seckau als Lehen an Jörg von Fladnitz. 1634 wurde das Gebäude Lebrerhof zu Lebring genannt und befand sich im Besitz des Zisterzienserstiftes Rein. Von 1728 bis 1732 erwarb Gräfin Maria Katharina zu Saurau, geb. Gräfin Breuner vom Stift Rein diesen Gutshof und baute ihn mit ihrem Bruder Ferdinand Karl Graf von Breuner zu einem herrschaftlichen Besitz aus. Nach zahlreichen Besitzerwechseln im Laufe der Jahrzehnte kamen Mitte der 1970er Jahre das Schloss und der zugehörige Park als Widmung an den Fürsorgeverband Leibnitz, der das Gebäude zu einem Bezirksaltenheim umgestaltete. Von 2006 bis 2007 wurde das Schloss umfassend saniert und zu einem Seniorenwohnheim mit 16 Wohneinheiten umgebaut.

## Schlossbesitzer
| 1728–1732 Gräfin Maria Katharina zu Saurau (4 Jahre) 1732–1742 Karl Herr zu Stubenberg (10 Jahre) 1742 Anna Eleonora von Hatton, geb. Weißmayer (1 Jahr) 1742–1789 Grafen von Breuner (47 Jahre) 1789–1800 Gräfin Maria Anna von Herberstein, geb. Gräfin Schrattenbach (11 Jahre) 1800–1813 Josefa und Franziska Gräfinnen von Herberstein (13 Jahre) 1813–1820 Gräfin Josefa von Brandis (7 Jahre) 1820–1831 Johann Geberger (11 Jahre) 1831–1838 Anna Eberle (7 Jahre) 1838–1847 Friedrich Selliers von Moranville (9 Jahre) 1847–1853 Sigismund Conrad (6 Jahre) | 1853–1863 Heinrich Graf Brandis (10 Jahre) 1863–1868 Graf Coudenhove (5 Jahre) 1868–1892 Baron Gustav Conrad (24 Jahre) 1892–1896 Conte Dunay (4 Jahre) 1896–1897 Dr. Quittner (1 Jahr) 1897–1902 Julius Gecmen (5 Jahre) 1902–1947 Reinhart Bachofen von Echt (45 Jahre) 1947–1970 Werner Bachofen von Echt (23 Jahre) 1970–1973 Werner, Johann Friedrich Bachofen von Echt und Maria Helene von Skene (3 Jahre) seit 1973 Marie Helene Bachofen von Echt |